# Front de la Patrie du Vietnam
Le Front de la Patrie du Viêt Nam (en vietnamien : Mặt Trận Tổ Quốc Việt Nam) est une organisation regroupant tous les « mouvements de masse » au Viêt Nam. Il est très lié au Parti communiste vietnamien et au gouvernement. C'est un amalgame de plusieurs groupes, dont le Parti communiste lui-même. D'autres groupes ayant contribué à la création du Front sont le Front national de libération du Sud Viêt Nam (« Viêt Cong »), l'Union des femmes du Viêt nam, la Confédération générale du travail du Vietnam, et la Ligue de jeunesse Ho Chi Minh. Elle incorpore aussi quelques groupes religieux officiels.
Le Front est décrit par le gouvernement comme étant « la base politique du pouvoir du peuple ». Il se doit d'avoir un rôle significatif dans la société vietnamienne, promouvant la « solidarité nationale » et « l'unité en questions politiques et spirituelles ».
Beaucoup des programmes sociaux du gouvernement sont implémentés par le biais du Front. Il a un récent rôle dans la lutte contre la pauvreté et est responsable de la politique gouvernementale sur la religion, décidant quels groupes religieux seront approuvés par les autorités.
Mais son rôle le plus important est celui de « superviseur » du gouvernement lui-même et des organisations gouvernementales. Parce que le Front est basé sur la participation massive et la mobilisation populaire, il est vu comme représentatif du peuple. La constitution vietnamienne et les lois du pays lui donnent ce rôle spécial.
Le Front est particulièrement important lors des élections parce que son soutien est généralement nécessaire pour être candidat. Presque tous les candidats sont nommés par le Front ou en sont membres, peu de candidats autodéclarés évitent le veto du Front. Le rôle du Front lors des élections est stipulé dans le droit vietnamien.
Le président actuel du Front est Đỗ Văn Chiến (vi).